# Прорыв плотины Баньцяо
Дамба Баньцяо — плотина на реке Жухэ в уезде Биян городского округа Чжумадянь провинции Хэнань, КНР. Дамба печально известна катастрофой, произошедшей 8 августа 1975 года, когда она стала крупнейшей из 62 дамб, прорванных наводнением, вызванным тайфуном Нина.
Существуют разные оценки числа жертв катастрофы, официальное число — около 26 тыс. человек, — учитывает лишь непосредственно утонувших при самом наводнении; c учётом же погибших от эпидемий и голода, распространившихся в результате катастрофы, полное число жертв составляет, по разным оценкам, 171 тыс. или даже 230 тыс. Кроме этого, погибло свыше 300 тыс. голов скота и было разрушено примерно 5,96 млн зданий.
Сведения о катастрофе были засекречены на много лет.

## Катастрофа
Дамба была сконструирована таким образом, чтобы пережить крупнейшие наводнения, которые случаются раз в тысячу лет (306 мм осадков за день). Однако в августе 1975 года произошло крупнейшее за 2000 лет наводнение — как следствие мощного тайфуна Нина и нескольких дней рекордных штормов (был установлен новый рекорд — 160 мм осадков за час, 1631 мм за день, тогда как обычное количество осадков в год колеблется в районе 800 мм). Ворота шлюза были не в состоянии справиться с пропуском такого объёма воды. 8 августа в 00:30 была прорвана самая малая дамба Шиманьтань. В 01:00 вода достигла дамб в Баньцяо и разрушила их. Суммарно были прорваны 62 плотины. Утечка воды из дамб Баньцяо составляла 79 тыс. м³/с (при поступающем потоке в 13 тыс. м³/с), в течение шести часов вытекло 701 млн м³, в то время как выше по течению реки на дамбе Шиманьтань за 5,5 часов вытекло 1,67 млрд м³ воды, а за время всей катастрофы — 15,74 млрд м³.
Наводнение вызвало огромную волну воды шириной 10 км и высотой 3—7 метров. Прилив за час ушёл на 50 км от берега и достиг равнин, создав там искусственные озёра суммарной площадью 12 000 км². Семь провинций были затоплены, в том числе тысячи квадратных километров сельской местности и бесчисленное количество коммуникаций. Эвакуационные работы не могли проводиться должным образом из-за погодных условий и нерабочих коммуникаций. В населённых пунктах, которые своевременно получили приказ об эвакуации, потери были относительно низкие. Например, в селе Шахедянь, недалеко от дамб Баньцяо, из 6 000 человек погибло только 827, но в своевременно не предупреждённом селе Вэньчэн погибла половина из 36 000 населения, а село Даовеньчен было смыто с лица земли со всеми 9 600 жителями.
Железнодорожная магистраль Пекин — Гуанчжоу, проходящая через Чжумадянь, была выведена из строя на 18 дней, такая же участь постигла и многие другие пути сообщения в регионе. Даже через девять дней после катастрофы более миллиона людей всё ещё были отрезаны водой от внешнего мира; в лучшем случае, пропитание для них могло сбрасываться с самолётов. Жителей поражённых районов косили эпидемии.
Многие дамбы, включая Баньцяо, были восстановлены лишь в 1993 году.